# Tizi Ouzou (provins)

Tizi Ouzous provins i Algeriet

Tizi Ouzou (arabiska: ولاية تيزي وزو) är en provins (wilaya) i norra Algeriet. Provinsen har 1 119 646 invånare (2008). Tizi Ouzou är huvudort.

## Administrativ indelning
Provinsen är indelad i 21 distrikt (daïras) och 67 kommuner (baladiyahs).